# Trimeresurus malabaricus
Trimeresurus malabaricus е вид змия от семейство Отровници (Viperidae).

## Разпространение
Видът е разпространен в Индия (Гоа, Карнатака, Керала, Махаращра и Тамил Наду).